# Comuna de Miłoradz
Miłoradz (polaco: Gmina Miłoradz) é uma gminy (comuna) na Polónia, na voivodia de Pomerânia e no condado de Malborski. A sede do condado é a cidade de Miłoradz.
De acordo com os censos de 2004, a comuna tem 3430 habitantes, com uma densidade 36,6 hab/km².

## Área
Estende-se por uma área de 93,75 km², incluindo:
- área agricola: 82%
- área florestal: 3%

## Demografia
Dados de 30 de Junho 2004:
|                      | Total   | Total | Mulheres | Mulheres | Homens  | Homens |
| -------------------- | ------- | ----- | -------- | -------- | ------- | ------ |
|                      | pessoas | %     | pessoas  | %        | pessoas | %      |
| População            | 3430    | 100   | 1711     | 49,9     | 1719    | 50,1   |
| Densidade (pop./km²) | 36,6    | 100   | 18,3     | 18,3     | 18,3    | 18,3   |

De acordo com dados de 2005, o rendimento médio per capita ascendia a 1824,09 zł.

## Comunas vizinhas
- Lichnowy, Malbork, Pelplin, Subkowy, Sztum, Tczew